# Pere Rifé i Ausió
Pere Rifé i Ausió (Barcelona, 2 de gener de 1885 - 14 de març de 1973) va ser un sacerdot català.
Pere Rifé va néixer al carrer Fonollar de Barcelona, fill de Jeroni Rifé i Domènech, natural de Martorell, i de Teresa Ausió i Jons, natural de Granollers.
Va exercir diversos càrrecs eclesiàstics: va ser vicari de Monistrol de Montserrat i de Sant Andreu de Palomar, tinent de Sant Vicenç de Calders i, des del 1916, va esdevenir rector de Bonastre. El 1924 es traslladat i s'incorpora a la parròquia de Sant Josep de Badalona quan la seu encara era al monestir de les clarisses de la Divina Providència, ja que el temple encara no s'havia acabat de bastir. Va treballar incansablement en la construcció de l'església, que finalment va ser beneïda i inaugurada el 1948 amb les obres encara inacabades. Molt actiu amb la vida parroquial, va introduir-hi nombroses activitats. El 1950 va ser nomenat arxipreste de Badalona i el 1954 va ser traslladat, després de 30 anys a Badalona, a la parròquia de la Puríssima Concepció de Barcelona.
En reconeixement de la seva intensa labor al capdavant de Sant Josep, el 1943 l'Ajuntament de Badalona va posar el seu nom a la plaça ubicada just davant de l'església de Sant Josep, i el 1949 va ser nomenat fill adoptiu de la ciutat.